# Gran Premi d'Aragó de motociclisme
El Gran Premi d'Aragó de motociclisme és un esdeveniment esportiu que es disputa anualment al MotorLand Aragón, dins del calendari del Campionat del món de motociclisme.El Gran Premi s'establí l'any 2010 en substitució de l'antic Gran Premi d'Hongria.
A 9 de juny de 2025

## Noms oficials i patrocinadors
- 2010: Gran Premio A-Style de Aragón[1]
- 2011: Gran Premio de Aragón (sense patrocinador oficial)[2]
- 2012–2013: Gran Premio Iveco de Aragón[3]
- 2014–2018: Gran Premio Movistar de Aragón[4]
- 2019–2020: Gran Premio Michelin de Aragón[5]
- 2021: Gran Premio Tissot de Aragón[6]
- 2022: Gran Premio Animoca Brands de Aragón[7]
- 2024: Gran Premio GoPro de Aragón
- 2025: GoPro Grand Prix of Aragon

## Guanyadors múltiples

### Pilots
| # Victòries | Pilot         | Victòries | Victòries                                |
| # Victòries | Pilot         | Categoria | Anys                                     |
| ----------- | ------------- | --------- | ---------------------------------------- |
| 8           | Marc Márquez  | MotoGP    | 2013, 2016, 2017, 2018, 2019, 2024, 2025 |
| 8           | Marc Márquez  | Moto2     | 2011                                     |
| 2           | Casey Stoner  | MotoGP    | 2010, 2011                               |
| 2           | Pol Espargaró | Moto2     | 2012                                     |
| 2           | Pol Espargaró | 125cc     | 2010                                     |
| 2           | Nico Terol    | Moto2     | 2013                                     |
| 2           | Nico Terol    | 125cc     | 2011                                     |
| 2           | Jorge Lorenzo | MotoGP    | 2014, 2015                               |
| 2           | Brad Binder   | Moto2     | 2018, 2019                               |
| 2           | Àlex Rins     | MotoGP    | 2020                                     |
| 2           | Àlex Rins     | Moto3     | 2013                                     |
| 2           | Sam Lowes     | Moto2     | 2016, 2020                               |

### Constructors
| # Victòries | Constructor | Victòries | Victòries                                                  |
| # Victòries | Constructor | Categoria | Anys                                                       |
| ----------- | ----------- | --------- | ---------------------------------------------------------- |
| 12          | Honda       | MotoGP    | 2011, 2012, 2013, 2016, 2017, 2018, 2019                   |
| 12          | Honda       | Moto3     | 2016, 2017, 2018, 2020, 2021                               |
| 10          | Kalex       | Moto2     | 2012, 2014, 2015, 2016, 2017, 2020, 2021, 2022, 2024, 2025 |
| 8           | KTM         | Moto2     | 2018, 2019                                                 |
| 8           | KTM         | Moto3     | 2013, 2014, 2015, 2019, 2024, 2025                         |
| 5           | Ducati      | MotoGP    | 2010, 2021, 2022, 2024, 2025                               |
| 2           | Suter       | Moto2     | 2011, 2013                                                 |
| 2           | Yamaha      | MotoGP    | 2014, 2015                                                 |

## Guanyadors per any
| Any  | Circuit     | Moto3           | Moto3       | Moto2             | Moto2       | MotoGP            | MotoGP      | Detalls     |
| Any  | Circuit     | Pilot           | Motocicleta | Pilot             | Motocicleta | Pilot             | Motocicleta | Detalls     |
| ---- | ----------- | --------------- | ----------- | ----------------- | ----------- | ----------------- | ----------- | ----------- |
| 2025 | Motorland   | David Muñoz     | KTM         | Deniz Öncü        | Kalex       | Marc Márquez      | Ducati      | Detalls     |
| 2024 | Motorland   | José A. Rueda   | KTM         | Jake Dixon        | Kalex       | Marc Márquez      | Ducati      | Detalls     |
| 2023 | No disputat | No disputat     | No disputat | No disputat       | No disputat | No disputat       | No disputat | No disputat |
| 2022 | Motorland   | Izan Guevara    | Gas Gas     | Pedro Acosta      | Kalex       | Enea Bastianini   | Ducati      | Detalls     |
| 2021 | Motorland   | Dennis Foggia   | Honda       | Raúl Fernández    | Kalex       | Francesco Bagnaia | Ducati      | Detalls     |
| 2020 | Motorland   | Jaume Masià     | Honda       | Sam Lowes         | Kalex       | Àlex Rins         | Suzuki      | Detalls     |
| 2019 | Motorland   | Arón Canet      | KTM         | Brad Binder       | KTM         | Marc Márquez      | Honda       | Detalls     |
| 2018 | Motorland   | Jorge Martín    | Honda       | Brad Binder       | KTM         | Marc Márquez      | Honda       | Detalls     |
| 2017 | Motorland   | Joan Mir        | Honda       | Franco Morbidelli | Kalex       | Marc Márquez      | Honda       | Detalls     |
| 2016 | Motorland   | Jorge Navarro   | Honda       | Sam Lowes         | Kalex       | Marc Márquez      | Honda       | Detalls     |
| 2015 | Motorland   | Miguel Oliveira | KTM         | Tito Rabat        | Kalex       | Jorge Lorenzo     | Yamaha      | Detalls     |
| 2014 | Motorland   | Romano Fenati   | KTM         | Maverick Viñales  | Kalex       | Jorge Lorenzo     | Yamaha      | Detalls     |
| 2013 | Motorland   | Àlex Rins       | KTM         | Nico Terol        | Suter       | Marc Márquez      | Honda       | Detalls     |
| 2012 | Motorland   | Lluís Salom     | Kalex       | Pol Espargaró     | Kalex       | Dani Pedrosa      | Honda       | Detalls     |
|      |             | 125 cc          | 125 cc      | Moto2             | Moto2       | MotoGP            | MotoGP      |             |
| 2011 | Motorland   | Nico Terol      | Aprilia     | Marc Márquez      | Suter       | Casey Stoner      | Honda       | Detalls     |
| 2010 | Motorland   | Pol Espargaró   | Derbi       | Andrea Iannone    | Speed Up    | Casey Stoner      | Ducati      | Detalls     |